# Henckó
Henckó (szlovákul: Henckovce, németül: Hentzendorf) község Szlovákiában, a Kassai kerület Rozsnyói járásában.

## Fekvése
Rozsnyótól 9 km-re, északnyugatra fekszik.

## Története
A 15. század második felében a vlach jog szerint alapították, 1470-ben „Henczko” alakban említik először. 1551-ben „Henczkowcze”, 1563-ban „Henczkowecz”, 1590-ben „Henczkova” volt a neve. A 16. századig a Bebekek, majd az Andrássyak birtoka, Kransznahorka várának tartozékaként.
A 18. század végén Vályi András így ír róla: „HENCZKO. Henczkovcze. Tót falu Gömör Várm. földes Ura G. Andrási Uraság, lakosai katolikusok, fekszik Rozsnyó, és Dopsina között, Sajó vize partyán, Nagy Vezveresnek filiája, vasverő műhelye is van, határja középszerű, fája, réttye, legelője van.”
1828-ban 53 házában 409 lakos élt. Már a 18. században működött vasolvasztója, majd helyén 1852-ben új nagyolvasztót építettek. Lakói főleg a vasgyárban dolgoztak, vagy szénégetéssel, erdei munkásokként keresték kenyerüket.
A 19. század közepén Fényes Elek eképpen írja le: „Henczkó, Henczkowce, tót falu, Gömör és Kis-Hont egyesült vmegyékben, ut. p. Rosnyóhoz északra 1 1/2 mfdnyire: 43 kath., 366 evang. lak. Kath. és evang. szentegyház. Szénégetés. Bányászat. Fuvarozás. F. u. gr. Andrásy.”
1900-ban a faluban nagy tűzvész pusztított, melyben csaknem az egész község leégett.
Borovszky Samu monográfiasorozatának Gömör-Kishont vármegyét tárgyaló része szerint: „Henczkó, a Sajó mentén fekvő tót kisközség, 63 házzal és 397, nagyobb részben ág. ev. h. vallású lakossal. Hajdan Krasznahorka vár tartozéka volt és ezzel együtt jutott az Andrássyak kezére. 1760-ban a község és a birtok hatoda az egri káptalané, két évvel később pedig felét Gömöry János veszi zálogba. E község a mult század huszas éveiben szomorú nevezetességre tett szert az által, hogy ide való volt Dovecz Mihály, a híres haramia, a ki akkortájt az egész Sajó-völgyét rettegésben tartotta. A XVIII. században Henczkovcze tót néven is emlegetik a községet. Ez időben már nevezes bányászata volt, most pedig Sárkány Károlynak van itt nagyobb vasolvasztója és a községben úrilaka. A községben két templom van. A róm. kath. templom építési idejét megállapítani nem sikerült, az ág. h. ev. templom 1798-ban épült. 1900-ban az egész község leégett. Postája, távírója és vasúti állomása Alsósajó.”
1920-ig Gömör-Kishont vármegye Rozsnyói járásához tartozott.

## Népessége
| Év:            | 1994. | 2004.    | 2014.   | 2024.    |
| -------------- | ----- | -------- | ------- | -------- |
| Emberek száma: | 392   | 433      | 439     | 387      |
| Eltérés:       |       | +10,45 % | +1,38 % | -11,84 % |

| Év:            | 2023. | 2024.   |
| -------------- | ----- | ------- |
| Emberek száma: | 399   | 387     |
| Eltérés:       |       | -3,00 % |

1880-ban 327 lakosából 22 magyar és 275 szlovák anyanyelvű volt.
1890-ben 365 lakosából 14 magyar és 312 szlovák anyanyelvű volt.
1900-ban 397 lakosából 21 magyar és 370 szlovák anyanyelvű volt.
1910-ben 401 lakosából 45 magyar és 354 szlovák anyanyelvű volt.
1921-ben 418 lakosából 6 magyar, 11 német, 382 csehszlovák és 19 egyéb nemzetiségű volt. Ebből 343 evangélikus, 67 római katolikus, 7 izraelita és 1 egyéb vallású volt.
1930-ban 454 lakosából 10 magyar és 431 csehszlovák volt.
1970-ben 606 lakosából 601 szlovák volt.
1980-ban 541 lakosából 538 szlovák volt.
1991-ben 431 lakosából 3 magyar és 389 szlovák volt.
2001-ben 432 lakosából 338 szlovák, 88 cigány és 2 magyar volt.
2011-ben 470 lakosából 397 szlovák, 43 cigány és 2 magyar.
2021-ben 397 lakosából 379 szlovák, 8 cigány, 2 magyar (0,5%), 8 ismeretlen nemzetiségű.

## Neves személyek
- Itt született 1884-ben Lux Gyula János tanár, nyelvész, tanügyi főtanácsos, tartalékos hadnagy, a dobsinai és dél-szepesi német kultúra jeles kutatója.

## Nevezetességei
- A Mindenszentek tiszteletére szentelt, római katolikus temploma a 13. században épült, 17. századi erődfal övezi.
- Evangélikus temploma 1798-ban épült klasszicista stílusban.
- Barokk-klasszicista kastélya a 18. század végén épült.
- A községben született 1803-ban Vdovčík Mihály gömöri betyár, aki már 1820-ban a környéken fosztogatott. 1822-ben elfogták, s halálra ítélték, büntetését később 10 évi fogságra enyhítették, de fogságából rövidesen megszökött. 1832-ben vérdíjat tűztek ki fejére, s még abban az évben elfogták Kisfeketepataki búvóhelyén. Henckón végezték ki.